# Weerasinghe Sujan Perera
Weerasinghe Sujan Perera, all'anagrafe Weerasinghe Sinnath Thommelage Don Sujan Perera (in singalese වීරසිංහ සුජාන් පෙරේරා; 18 luglio 1992), è un calciatore singalese, portiere del Fortis.

## Carriera

### Club
Nel 2015 firma un contratto con l'Eagles.

### Nazionale
Ha debuttato in nazionale il 3 dicembre 2011, in Sri Lanka-Bhutan (3-0).

## Statistiche

### Cronologia presenze e reti in nazionale
| Cronologia completa delle presenze e delle reti in nazionale ― Sri Lanka | Cronologia completa delle presenze e delle reti in nazionale ― Sri Lanka | Cronologia completa delle presenze e delle reti in nazionale ― Sri Lanka | Cronologia completa delle presenze e delle reti in nazionale ― Sri Lanka | Cronologia completa delle presenze e delle reti in nazionale ― Sri Lanka | Cronologia completa delle presenze e delle reti in nazionale ― Sri Lanka | Cronologia completa delle presenze e delle reti in nazionale ― Sri Lanka | Cronologia completa delle presenze e delle reti in nazionale ― Sri Lanka |
| Data                                                                     | Città                                                                    | In casa                                                                  | Risultato                                                                | Ospiti                                                                   | Competizione                                                             | Reti                                                                     | Note                                                                     |
| ------------------------------------------------------------------------ | ------------------------------------------------------------------------ | ------------------------------------------------------------------------ | ------------------------------------------------------------------------ | ------------------------------------------------------------------------ | ------------------------------------------------------------------------ | ------------------------------------------------------------------------ | ------------------------------------------------------------------------ |
| 6-6-2019                                                                 | Zhuhai                                                                   | Macao                                                                    | 1 – 0                                                                    | Sri Lanka                                                                | Qual. Mondiali 2022                                                      | -1                                                                       |                                                                          |
| 5-9-2019                                                                 | Colombo                                                                  | Sri Lanka                                                                | 0 – 2                                                                    | Turkmenistan                                                             | Qual. Mondiali 2022                                                      | -2                                                                       |                                                                          |
| 10-9-2019                                                                | Colombo                                                                  | Sri Lanka                                                                | 0 – 1                                                                    | Corea del Nord                                                           | Qual. Mondiali 2022                                                      | -1                                                                       |                                                                          |
| 10-10-2019                                                               | Hwaseong                                                                 | Corea del Sud                                                            | 8 – 0                                                                    | Sri Lanka                                                                | Qual. Mondiali 2022                                                      | -8                                                                       |                                                                          |
| 15-10-2019                                                               | Colombo                                                                  | Sri Lanka                                                                | 0 – 3                                                                    | Libano                                                                   | Qual. Mondiali 2022                                                      | -3                                                                       |                                                                          |
| 5-6-2021                                                                 | Goyang                                                                   | Libano                                                                   | 3 – 2                                                                    | Sri Lanka                                                                | Qual. Mondiali 2022                                                      | -3                                                                       | Cap.                                                                     |
| 4-10-2021                                                                | Malé                                                                     | Sri Lanka                                                                | 2 – 3                                                                    | Nepal                                                                    | SAFF Championship 2021 - 1º turno                                        | -3                                                                       |                                                                          |
| 7-10-2021                                                                | Malé                                                                     | India                                                                    | 0 – 0                                                                    | Sri Lanka                                                                | SAFF Championship 2021 - 1º turno                                        | -                                                                        | 74’                                                                      |
| 9-11-2021                                                                | Colombo                                                                  | Sri Lanka                                                                | 4 – 4                                                                    | Maldive                                                                  | Amichevole                                                               | -4                                                                       | Cap.                                                                     |
| Totale                                                                   |                                                                          | Presenze                                                                 | 8                                                                        |                                                                          | Reti                                                                     | -25                                                                      |                                                                          |